# Тюремные банды США
Тюремная банда — это термин, использующийся для определения любого рода преступной деятельности в тюрьмах и исправительных учреждениях. Большинство тюремных банд в США создаётся для защиты своих членов. Чаще всего тюремные банды занимаются доставкой и продажей наркотиков, табака и алкоголя в тюрьмах. Кроме того, многие тюремные банды участвуют в организации проституции, различных нападениях, похищении людей и убийствах. Тюремные банды также нападают на других заключённых, заставляя последних отдавать им пищу и деньги. Кроме того, тюремные банды обладают значительным влиянием и на воле, намного больше того, что можно себе представить. С начала войны против наркотиков в 80-е, когда население тюрем, равно как и прибыли от торговли наркотиками, существенно увеличились, крупные банды сознательно начали работать над использованием своего влияния за решёткой, для контроля и получения прибыли от торговли наркотиками на улицах. Это стало логически возможным благодаря тому, что торговцы наркотиками гораздо чаще попадают в тюрьмы; там же могут оказаться их друзья и члены семей. Сотрудничество торговцев наркотиками и других преступников может помочь первым избежать насилия по заключению. Вышедшие на свободу члены банд обязаны выполнять приказания изнутри и отказ в этом может стоить им жизни, вернись они ещё хоть раз за решётку. Война против наркотиков привела к тому, что за решётку попало большое количество наркоманов, позволивших бандам контролировать тюрьмы посредством контроля над продажей наркотиков.

## Известные тюремные банды
- Арийское братство — белая тюремная банда, появившаяся в тюрьме Сан-Квентин в 1964 году. Возможно вследствие своей идеологии, а также необходимости активного присутствия среди многочисленных группировок чёрных и латиноамериканцев АБ имеет репутацию самой жестокой и беспощадной из банд. В 90-х, отчасти из-за своей репутации, АБ начало активно преследоваться властями штата и федерации. Многих из членов АБ перевели в тюрьму с максимально строгим режимом заключения по федеральным обвинениям.
- Нацистские бунтари — новая белая тюремная банда, возникшая после того, как многие из членов Арийского братства были переведены в тюрьму Залива пеликанов или в федеральные тюрьмы. Бунтари известны тем, что большинство её членов происходит из Долины антилоп Южной Калифорнии, а также тем, что они принимают светлокожих или европо-латиноамериканцев.
- Мексиканская мафия. «Эме» — это буква М в испанском, также 13-я буква алфавита. Мексиканскую мафию создали в основном мексикано-американцы и белые. Мексиканская мафия контролирует проституцию, наркоторговлю, торговлю оружием и заказные убийства. Созданная в 50-х белыми и мексиканцами южных Калифорнийских тюрем, ЛаЭме традиционно состоит из рождённых либо воспитанных в США мексиканцах из южной части штата (Суреньос). В 70-е и 80-е ЛаЭме успешно навязали свой контроль улицам.
- Нуэстра Фамилия — «Наша семья». «N» - это 14-я буква алфавита и используется наравне с римским XIV, представляя другую латиноамериканскую банду, враждующую с ЛаЭме, и состоящую, в основном, из заключённых из Северной Калифорнии и сельских районов штата.
- Техасский синдикат — главным образом действуя в Техасе, банда состоит исключительно из латиноамериканцев и полностью исключает членство белых заключённых. Техасский синдикат более, чем ЛаЭме и Нуэстра Фамилия, связан с мексиканскими заключёнными-иммигрантами, такими как Пограничные братья, в то время как ЛаЭме и Фамилия состоят в основном лишь из родившихся либо воспитанных в США мексиканцах.
- Большинство тюремных банд, созданных афроамериканцами сохраняет свои уличные имена и связи. Чаще всего это относится к группировкам (сетам) Роллин (названным по улицам, то есть 30-е, 40-е и т. д.) и ассоциирующих себя как с Bloods, так и с Crips. Чёрная партизанская семья представляет собой исключение, это политически направленная организация, занимающая важное положение в тюремной системе.

## Правило крови
Большинство тюремных банд использует правило крови при вступлении в банду. В широком смысле это означает готовность будущего члена пролить чью-либо кровь ради организации. Чаще всего это убийство либо жестокое нападение. Суть состоит в том, что правоохранительные органы не смогут допустить такого для информатора, то есть, фактически, исключается возможность их проникновения в банду, хотя нередко сами члены этих банд становятся информаторами.

## Идентификация
Многие мелкие тюремные банды требуют от своих членов узнавать друг друга. В крупных тюремных бандах, таких как ЛаЭме, для идентификации используются татуировки. Право на нанесение татуировки надо заслужить, а потому любой, кто носит её не по праву, должен её удалить, чаще всего — вырезая либо выжигая железом. Так как татуировки используются для идентификации банд, многие тюрьмы запретили нанесение татуировок и каждому, замеченному со свеженанесённой татуировкой, грозит жёсткое наказание. Как результат, многие члены тюремных банд носят с собой обозначение банды, указанное на куске бумаги, либо используя другие отличительные знаки для взаимной идентификации. Кроме татуировки, для самоидентификации используется также язык жестов (распальцовки, а также танец c-walk у банды Crips и его аналоги у других группировок). Как правило, каждая банда имеет свой набор тайных символов и жестов, которые используются как для идентификации, так и для коммуникации между её членами.

## Скрытые функции банд
В своей книге «Америка за решёткой» Кристиан Паренти утверждает, что тюремные банды выполняют удобную функцию для тюремной администрации: они помогают регулировать конфликты внутри стен без вмешательства тюремной администрации. Поэтому зачастую администрация смотрит на факт присутствия банд "сквозь пальцы".